# 22 tháng 4
Ngày 22 tháng 4 là ngày thứ 112 trong mỗi năm thường (ngày thứ 113 trong mỗi năm nhuận). Còn 253 ngày nữa trong năm.
Ngày 22/4 (ngày Trái Đất) còn là một ngày vô cùng may mắn, thuận lợi. Người Hy Lạp cho rằng đây là ngày của sự khởi đầu và mãi mãi, họ còn lấy ngày này làm ngày lễ cho mùa màng đầu tháng 5. Cùng với nữ thần Horae người Hy Lạp tin rằng mùa màng sẽ bội thu và suôn sẻ.

## Sự kiện
- 926 – Các binh sĩ của Lý Tự Nguyên tiến hành binh biến và buộc chủ tướng phải tham gia nổi dậy chống Hậu Đường Trang Tông, tức ngày Giáp Tý tháng 3.
- 967 – Đền Banteay Srei được thánh hóa, đây là đền thờ thần Shiva tại khu vực Angkor thuộc Campuchia ngày nay.
- 1370 – Thị trưởng Paris Hugues Aubriot đặt viên đá đầu tiên để bắt đầu xây dựng pháo đài Bastille tại Paris, Pháp.
- 1500 – Nhà đi biển người Bồ Đào Nha Pedro Álvares Cabral trở thành người châu Âu đầu tiên tìm thấy Brasil.
- 1915 – Chiến tranh thế giới thứ nhất: Trận đánh thứ hai ở Ypres: Quân đội Đức lần đầu tiên sử dụng hơi độc ở Ypres, Bỉ.
- 1930 – Anh, Nhật Bản và Hoa Kỳ ký Hiệp ước Hải quân London, điều chỉnh về chiến tranh dùng tàu ngầm và giới hạn xây dựng tàu.
- 1931 – Ai Cập ký hiệp ước hữu nghị với Iraq.
- 1945 – Sau khi nhận thông tin về việc quân đội Liên Xô chiếm Eberswalde, Adolf Hitler thừa nhận là đã thua cuộc chiến này tại hầm boongke (?) dưới đất và phát biểu là chỉ có thể tự tử.
- 1954 – Thượng nghị sĩ Mỹ Joseph McCarthy bắt đầu nghe điều tra nghiên cứu về Quân đội Hoa Kỳ "lỏng lẻo" về Chủ nghĩa Cộng sản.
- 1970 – Tổ chức Ngày Trái Đất đầu tiên.
- 1972 – Chiến tranh Việt Nam: Hoa Kỳ tăng cường ném bom ở Việt Nam. Biểu tình phản đối chiến tranh diễn ra ở các thành phố New York, San Francisco, và Los Angeles.
- 1993 – Ở Thành phố Washington, Bảo tàng kỷ niệm Holocaust mở cửa.
- 2001 – Nông Đức Mạnh được bầu làm Tổng Bí thư Ban Chấp hành Trung ương của Đảng Cộng sản Việt Nam.
- 2004 – Hai xe lửa đâm nhau ở Ryongchon, Triều Tiên, 150 người thiệt mạng.[1]

## Sinh
- 1610 – Giáo hoàng Alexander VIII (m. 1691)
- 1724 – Immanuel Kant, triết gia người Đức (m. 1804)
- 1815 – Otto Knappe von Knappstädt, tướng lĩnh quân đội Phổ (m. 1906)
- 1870 – Vladimir Ilyich Lenin, nhà cách mạng Nga, người sáng lập nhà nước Nga Xô viết (m. 1924)
- 1937 – Jack Nicholson, diễn viên Mỹ
- 1946 – John Waters, nhà làm phim, nhà văn, diễn viên và nghệ sĩ người Mỹ
- 1952 – Marilyn Chambers, ca sĩ, diễn viên Mỹ (m. 2009)
- 1966 – Jeffrey Dean Morgan, nam diễn viên nổi tiếng người Mỹ
- 1971 – Mạnh Quỳnh, ca sĩ hải ngoại nhạc vàng
- 1975 – Cao Minh Đạt, diễn viên Việt Nam
- 1982 – Kaká, cựu cầu thủ bóng đá người Brazil
- 1986 – Amber Heard, nữ diễn viên người Mỹ
- 1987 – David Luiz, cầu thủ bóng đá chuyên nghiệp người Brazil
- 1988 - Minh Triệu, siêu mẫu người Việt Nam
- 1989
  - Jasper Cillessen, cầu thủ bóng đá người Hà Lan
  - Aron Gunnarsson, cầu thủ bóng đá người Iceland
- 1990 – Machine Gun Kelly, rapper nổi tiếng người Mỹ
- 1992 – Rolene Strauss, Hoa hậu Thế giới 2014

## Mất
- 536 – Giáo hoàng Agapetus I
- 1882 – Nguyễn Phúc Tĩnh Hòa, phong hiệu Thuận Lễ Công chúa, công chúa con vua Minh Mạng (s. 1830)
- 1984 – Ansel Adams, nhà nhiếp ảnh người Mỹ (s. 1902)
- 1994 – Richard Nixon, nguyên Tổng thống Mỹ (s. 1913)
- 2019 – Lê Đức Anh, nguyên Đại tướng, Bộ trưởng Bộ Quốc phòng, Tổng Tham mưu trưởng Quân đội nhân dân Việt Nam, Chủ tịch nước Cộng hòa xã hội chủ nghĩa Việt Nam (s. 1/12/1920)

## Ngày lễ và ngày kỷ niệm
- Ngày Trái Đất